# Liste der Kulturgüter in Attiswil
Die Liste der Kulturgüter in Attiswil enthält alle Objekte in der Gemeinde Attiswil im Kanton Bern, die gemäss der Haager Konvention zum Schutz von Kulturgut bei bewaffneten Konflikten, dem Bundesgesetz vom 20. Juni 2014 über den Schutz der Kulturgüter bei bewaffneten Konflikten sowie der Verordnung vom 29. Oktober 2014 über den Schutz der Kulturgüter bei bewaffneten Konflikten unter Schutz stehen.
Es sind weder A-Objekte noch B-Objekte auf dem Gemeindegebiet ausgewiesen, Objekte der Kategorie C fehlen zurzeit (Stand: 14. Januar 2024). Unter übrige Baudenkmäler sind Objekte zu finden, die im Bauinventar des Kantons Bern als «schützenswert» verzeichnet sind.

## Übrige Baudenkmäler
Hinweis: Als Objekt-Identifikator (ID) wird die Grundstücksnummer verwendet.
| ID  | Foto |                                                                          | Objekt                                            | Typ | Standort                            | Beschreibung |
| --- | ---- | ------------------------------------------------------------------------ | ------------------------------------------------- | --- | ----------------------------------- | ------------ |
| 247 | BW   | Datei hochladen                                                          | Bank-, Post- und Wohngebäude (1805)               | G   | Oltenstrasse 5 613300 / 232951      |              |
| 290 | ja   | Datei hochladen · Wikidata zu Ofenhausspeicher / Dorfmuseum (Q113612956) | Ofenhausspeicher / Dorfmuseum (2. Hälfte 18. Jh.) | G   | Dorfstrasse 5 613242 / 233059       |              |
| 323 | BW   | Datei hochladen                                                          | Bauernhaus (1907/09)                              | G   | Oeleweg 3 613217 / 233073           |              |
| 351 | BW   | Datei hochladen                                                          | Heidenstock (1435)                                | G   | Dorfstrasse 22a 613290 / 233228     |              |
| 363 | BW   | Datei hochladen                                                          | Doppelbauernhaus (1788)                           | G   | Dorfstrasse 24 613278 / 233284      |              |
| 401 | BW   | Datei hochladen                                                          | Bauernhaus (1866)                                 | G   | Beundenstrasse 1 613295 / 233167    |              |
| 401 | BW   | Datei hochladen                                                          | Bauernhaus (2. Hälfte 18. Jh.)                    | G   | Beundenstrasse 1a 613272 / 233181   |              |
| 453 | BW   | Datei hochladen                                                          | Bauernhaus (1868)                                 | G   | Solothurnstrasse 11 613109 / 232863 |              |
| 464 | BW   | Datei hochladen                                                          | Wohnstock (um 1845)                               | G   | Oltenstrasse 2 613237 / 232921      |              |
| 473 | BW   | Datei hochladen                                                          | Stöckli (1797)                                    | G   | Dorfstrasse 4a 613226 / 233011      |              |
| 484 | BW   | Datei hochladen                                                          | Ehemalige Uhrensteinbohrerei (vor 1900)           | G   | Gründenweg 1 613145 / 233620        |              |
| 587 | BW   | Datei hochladen                                                          | Gasthaus Löwen (1788)                             | G   | Solothurnstrasse 10 613144 / 232896 |              |
| 590 | BW   | Datei hochladen                                                          | Bauernhaus (1838)                                 | G   | Dorfstrasse 4 613252 / 233006       |              |
| 590 | BW   | Datei hochladen                                                          | Speicher (17. Jh.)                                | G   | Dorfstrasse 4b 613236 / 233022      |              |
| 603 | BW   | Datei hochladen                                                          | Bauernhaus «Ziegelhütte» (1804)                   | G   | Beundenstrasse 3 613372 / 233163    |              |
| 610 | BW   | Datei hochladen                                                          | Heidenstock (1548)                                | G   | Bergstrasse 4b 613233 / 233334      |              |
| 610 | BW   | Datei hochladen                                                          | Mühle (1832)                                      | G   | Bergstrasse 4 613235 / 233312       |              |
| 725 | BW   | Datei hochladen                                                          | Wohnstock (um 1800)                               | G   | Bergstrasse 1 613221 / 233271       |              |
| 760 | BW   | Datei hochladen                                                          | Doppelbauernhaus (18. Jh.)                        | G   | Seilerstrasse 2 613167 / 233058     |              |

Hinweis zur Legende: Anstelle der KGS-Nummer wird als Objekt-Identifikator (ID) die Grundstücksnummer verwendet.